# Југ (војна база)
Југ (Цепотина) је војна база војске Србије, која се налази на брду Цепотина, око пет километара јужно од Бујановца, на југу Србије. Смештена је у близини копнене линије безбедности и административне линије са Косовом и Метохијом и налази се на удаљености од око 40km од америчке базе Бондстил код Урошевца, око 30km од границе са Македонијом и око 90km од границе са Бугарском.
Простире се на површини од око 35 хектара, а планира се њено проширење за додатних 60 хектара, чиме би она била претворена центар у коме би се обучавали војници за учешће у мировним мисијама широм света, као и прикључење 96 хектара у њеној околини, на којима би се изводила обука. Базу тренутно (новембар 2009) сачињава 66 објеката, од чега је 44 објекта високоградње укупне површине око 22.000m² и њен смештајни капацитет је око 1000 војника. Поред капацитета за обуку и логистичку подршку, војна база „Југ“ има и низ пратећих објеката за одмор и спортске активности људства.
Изградња базе је почела 2003. године, а радови су трајали шест година, углавном због недостатка финансијских средстава. Свечано је отворена 23. новембра 2009. године, а у изградњу целог комплекса је уложено 1.740.000.000 динара, које су обезбедили Министарство одбране Републике Србије и НИП.

## Име
Војна база код Бујановца је од почетка градње 2003. године, била позната под радним називом Цепотина, према истоименом узвишењу на коме је смештена. После уласка у завршну фазу њене изградње, Министарство одбране Републике Србије је на свом интернет сајту покренуло избор за ново име базе. Посетиоцима презентације је било омогућено да своје предлоге шаљу до 23. јануара 2009. године, после чега је жири одабрао десет предлога који су ушли у ужи избор:
- Цар Душан Силни, према једном од најмоћнијих српских владара и творцу Српског царства
- Обилић, према највећем јунаку Косовског боја 1389. године
- Генерал Јован Белимарковић, према српском генералу, намеснику, министру и професору из друге половине XIX века
- Милан Тепић, према мајору ЈНА и Народном хероју, који се 1991. године у Бјеловару дигао у ваздух заједно за војним складиштем, да би спречио хрватске снаге да дођу до оружја које се у њему налазило
- потпуковник Горан Остојић, према начелнику штаба 63. падобранске бригаде из Ниша, који је погинуо у јулу 1998. године, током сукоба са припадницима ОВК у рејону карауле Кошаре на граници према Албанији
- Југ
- Цепотина
- Јужни бедем
- Мир и Слобода

Гласање је настављено на интернет сајту Министарства одбране, а на крају је изабран назив Југ, који је Радио Слободна Европа окарактерисао као неутралан и непровокативан.

## Инфраструктура
База „Југ“ је заштићена оградом од бодљикаве жице, високом око три метра, док су објекти у њеној унутрашњости покривени системом видео надзора. Главни улаз у комплекс је смештен на њеном североистоку, док се споредни налази на супротном крају и резервисан је за улаз аутомобила, а у базу „Југ“ је могуће стићи и хеликоптером, пошто је у њој изграђен хелиодром.
Унутар базе се налазе војничке бараке са собама које већином имају по четири кревета и сопствени тоалет са кабином за туширање, што је далеко боље од смештаја у другим војним објектима у Србији. Ресторан је опремљена савременим апаратима за чување и спремање хране, а капацитет њене сале 2.000 места. Поред просторија за дневни боравак у којима се налазе телевизори, у бази постоје терени за кошарку, одбојку, мали фудбал, као и фудбалски стадион са трибином капацитета 800 места, чији су редови седишта офарбани у боје српске заставе.
Грејање базе „Југ“ се остварује преко сопствене котларнице, а унутар комплекса постоје перионице и сушионице веша. Поред бензинске пумпе и радионице за поправку и одржавање машина и возила, у бази „Југ“ постоји и савремено опремљена амбуланта са стоматолошком ординацијом, стационаром и карантином.